# Mattia Lenarduzzi
Mattia Lenarduzzi (ur. 8 grudnia 1999 w Trieście) – włoski żużlowiec.

## Życiorys
Brązowy medalista indywidualnych mistrzostw Włoch (2018). Dwukrotny złoty medalista indywidualnych młodzieżowych mistrzostw Włoch (2016, 2017). 
Reprezentant Włoch na arenie międzynarodowej. Uczestnik finału indywidualnych mistrzostw świata juniorów (Pardubice 2020 – XII miejsce), jak również indywidualnego Pucharu Europy U-19 (Varkaus 2018 – XIV miejsce).